# Лорд Нейпир
Лорд Нейпир из Мерчистона — наследственный титул в системе Пэрства Шотландии. Он был создан 4 мая 1627 года для сэра Арчибальда Нейпира, 1-го баронета (ок. 1575—1645). 2 марта того же 1627 года Арчибальд Нейпир получил титул баронета Нейпира из Мерчистона в графстве Мидлотиан (Баронетство Новой Шотландии). В 1683 году после смерти его правнука, бездетного Арчибальда Нейпира, 3-го лорда Нейпира, титул баронета оказался бездействующим. Титул баронета Нейпира был возрожден в начале XIX века и в настоящее время принадлежит другой ветви семьи Нейпир. В 1683—1686 годах лорды Нейпир также носили титул баронета из Карнока в графстве Стерлинг, а с 1725 года — титул баронета из Терлстейна в графстве Селкирк (Баронетство Новой Шотландии). Кроме того, 10-й лорд Нейпир получил в 1872 году титул барона Эттрика в звании Пэрства Соединённого королевства.
Лорд Нейпир является наследственным вождем клана Нейпир.
Семейная резиденция — замок Терлстейн, рядом с Эттриком в графстве Селкиркшир.

## История
Арчибальд Нейпир был старшим сыном Джона Нейпира из Мерчистона (1550—1617), шотландского математика, физика, астронома и астролога, создателя таблиц логарифмов. Арчибальд Нейпир был камер-юнкером короля Шотландии Якова VI Стюарта и лордом судебной сессии. 2 марта 1627 года для него был создан титул баронета из Мерчистона в графстве Мидлотиан (Баронетство Новой Шотландии). Через несколько месяцев он был возведен в звание пэра Шотландии как лорд Нейпир из Мерчистона. В 1683 году после смерти бездетного Арчибальда Нейпира, 3-го лорда Нейпира (ум. 1683) титул баронета стал бездействующим (позднее он был возрожден для баронетов Нейпир из Мерчистона). Титул лорда унаследовал его племянник, сэр Томас Николсон, 3-й баронет из Карнока (1669—1688), который стал 4-м лордом Нейпиром. Он был сыном достопочтенной Джейн, старшей дочери 2-го лорда Нейпира и сэра Томаса Николсона, 3-го баронета из Карнока (1649—1670). Лорд Нейпир скончался неженатым в раннем возрасте, его сменил его тетя, Маргарет Брисбен, 5-я леди Нейпир (ум. 1706). Она была дочерью Арчибальда Нейпира, 2-го лорда Нейпира, и женой Джона Брисбена.
Леди Нейпир в 1706 году наследовал её внук, Фрэнсис Нейпир, 6-й лорд Нейпир (1702—1773). Он был сыном Элизабет, хозяйки Нейпир, и сэра Уильяма Скотта, 2-го баронета из Терлстейна. В 1725 году он также стал преемником своего отца в качестве 3-го баронета из Терлстейна Титул баронета Скотта из Терлстейна в графстве Селкирк (Баронетство Новой Шотландии) был создан 22 августа 1666 года для Фрэнсиса Скотта. Внук 6-го лорда, Фрэнсис Нейпир, 8-й лорд Нейпир (1758—1823), заседал в Палате лордов Великобритании в качестве шотландского пэра-представителя (1796—1806, 1807—1823), а также служил лордом-лейтенантом Селкиркшира (1819—1823). Ему наследовал его сын, Уильям Джон Нейпир, 9-й лорд Нейпир (1786—1834), который был шотландским пэром-представителем в Палате лордов (1824—1832) и являлся послом Великобритании в Китае (1833—1834). Его сын, Фрэнсис Нейпир, 10-й лорд Нейпир (1819—1898), был видным британским дипломатом. Занимал должности посла Великобритании в США (1857—1859), Нидерландах (1859—1860), России (1861—1864) и Пруссии (1864—1866), также был губернатором Мадраса (1866—1872) и вице-королём Индии (1872). В 1872 году для него был создан титул барона Эттрика из Эттрика в графстве Селкиркшир (Пэрство Соединённого королевства). Этот титул давал ему и его потомкам автоматическое место в Палате лордов до принятия Акта Палаты лордов 1999 года.
По состоянию на 2024 год носителем титула являлся Фрэнсис Дэвид Чарльз Нейпир, 15-й лорд Нейпир, 6-й барон Эттрик (род. 1962), который сменил своего отца в 2012 году.
Самое раннее письменное упоминание о роде Нейпир относится к 1290 году, когда Малькольм, граф Леннокс (1250—1303) выдал грамоту о предоставление Нейпирам земли в Килмэхью. Сами Нейперы из Мерчистона утверждали, что происходят от мормэров Леннокса, а их фамилия — от фразы: «Nae peer» (в пер. с гаэльск.: «Нет равных» — No equal). Этими словами после выигранной битвы шотландский король Давид II похвалил Дональда, младшего сына графа Леннокса, — легендарного родоначальника Нейперов.

## Лорды Нейпир (1627), бароны Эттрик (1872)
- 1627—1645: Арчибальд Нейпир, 1-й лорд Нейпир (ок. 1575 — ноябрь 1645), старший сын Джона Нейпира, 8-го вождя клана Нейпир из Мерчистона (1550—1617), с 1627 года баронет Нейпир из Мерчистона
- 1645—1660: Арчибальд Нейпир, 2-й лорд Нейпир (ок. 1625 — 4 сентября 1660), второй сын предыдущего
- 1660—1683: Арчибальд Нейпир, 3-й лорд Нейпир (ум. 1683), старший сын предыдущего
- 1683—1688: Томас Николсон, 4-й лорд Нейпир (14 января 1669 — 9 июня 1688), сын Джейн Нейпир (ум. 1680), сестры 3-го лорда Нейпира, и сэра Томаса Николсона, 3-го баронета из Карнока (1649—1670)
- 1688—1706: Маргарет Брисбен, 5-я леди Нейпир (ум. сентябрь 1706), дочь Арчибальда Нейпира, 2-го лорда Нейпира, и жена Джона Брисбена (ум. 1684)
- 1706—1773: Фрэнсис Нейпир, 6-й лорд Нейпир (ок. 1702—1773), единственный сын Элизабет Брисбен, хозяйки Нейпира (ум. 1705), и сэра Уильяма Скотта, 2-го баронета из Терлстейна (1674—1725), внук Маргарет Брисбен
- 1773—1775: Уильям Нейпир, 7-й лорд Нейпир (1730—1775), старший сын предыдущего от первого брака
- 1775—1823: Фрэнсис Нейпир, 8-й лорд Нейпир (23 февраля 1758 — 1 августа 1823), единственный сын предыдущего
- 1823—1834: капитан Королевских ВМФ Уильям Джон Нейпир, 9-й лорд Нейпир (13 октября 1786 — 11 октября 1834), старший сын предыдущего[1].
- 1834—1898: Фрэнсис Нейпир, 10-й лорд Нейпир, 1-й барон Эттрик (15 сентября 1819 — 19 декабря 1898), старший сын предыдущего
- 1898—1913: Уильям Джон Джордж Нейпир, 11-й лорд Нейпир, 2-й барон Эттрик (22 сентября 1846 — 9 декабря 1913), старший сын предыдущего
- 1913—1941: Фрэнсис Эдуард Бэзил Нейпир, 12-й лорд Нейпир, 3-й барон Эттрик (19 ноября 1876 — 22 марта 1941), старший сын предыдущего от первого брака
- 1941—1954: Подполковник Уильям Фрэнсис Сирил Джеймс Гамильтон Нейпир, 13-й лорд Нейпир, 4-й барон Эттрик (9 сентября 1900 — 23 августа 1954), старший сын предыдущего
- 1954—2012: Майор Фрэнсис Найджел Нейпир, 14-й лорд Нейпир, 5-й барон Эттрик (5 декабря 1930 — 15 марта 2012), старший сын предыдущего
- 2012 — настоящее время: Фрэнсис Дэвид Чарльз Нейпир, 15-й лорд Нейпир, 6-й барон Эттрик (род. 3 ноября 1962), старший сын предыдущего
  - Наследник титула: достопочтенный Уильям Александр Хью Нейпир, мастер Нейпир (род. 10 июня 1996), единственный сын предыдущего.

## Баронеты Скотт из Терлстейна (1666)
- 1666—1712: сэр Фрэнсис Скотт, 1-й баронет (11 мая 1645 — 7 марта 1712), единственный сын Патрика Скотта (ум. 1666)
- 1712—1725: сэр Уильям Скотт, 2-й баронет (23 сентября 1674 — 8 октября 1725), единственный сын предыдущего
- 1725—1773: сэр Фрэнсис Скотт, 3-й баронет (ок. 1702—1773), единственный сын предыдущего, 6-й лорд Нейпир с 1706 года.